# Päpstliche Universität Santa Croce
Die Päpstliche Universität Santa Croce (auch Päpstliche Universität vom Heiligen Kreuz, lat.: Pontificia Universitas Sanctae Crucis, italienisch: Pontificia Università della Santa Croce, Abk.: PUSC) ist eine Universität päpstlichen Rechts in Rom unter Leitung der katholischen Personalprälatur Opus Dei.
Das Hauptgebäude der Päpstlichen Universität Santa Croce ist der Palazzo dell’Apollinare nördlich der Piazza Navona und gegenüber dem Palazzo Altemps. Als Universitätskirche ist die Basilika Sant’Apollinare dem Apollinare-Palast angegliedert. Diese Kirche wurde von 1742 bis 1748 nach einem Entwurf von Ferdinando Fuga errichtet.

## Historischer Überblick
Im Oktober 1984 begann die Hochschule ihren Lehrbetrieb als Centro Accademico Romano della Santa Croce.
Auf Antrag des damaligen Großkanzlers und Prälaten des Opus Dei, Álvaro del Portillo, verfügte die Kongregation für das Katholische Bildungswesen mit dem Dekret Dei Servus am 9. Januar 1985 die kanonische Errichtung der römischen Sektion der Fakultäten für Theologie und Kirchenrecht der vom Opus Dei gegründeten Päpstlichen Universität von Navarra im spanischen Pamplona. Im ersten akademischen Jahr 1984/1985 des neuen Römischen Athenäums Santa Croce, wie die Institution damals hieß, schrieben sich 41 Studenten aus 22 Ländern ein. Damit wurde einem frühen Wunsch des Gründers des Opus Dei, des hl. Josefmaria Escrivá, entsprochen, in der Ewigen Stadt eine akademische Ausbildungsstätte anzusiedeln.
Mit Dekret der Kongregation für das Katholische Bildungswesen vom 9. Januar 1990 wurde die Hochschule von Papst Johannes Paul II. zur Päpstlichen Universität erhoben und der Prälat des Opus Dei zum Großkanzler ernannt. Dies ist seit 2016 Fernando Ocáriz Braña.

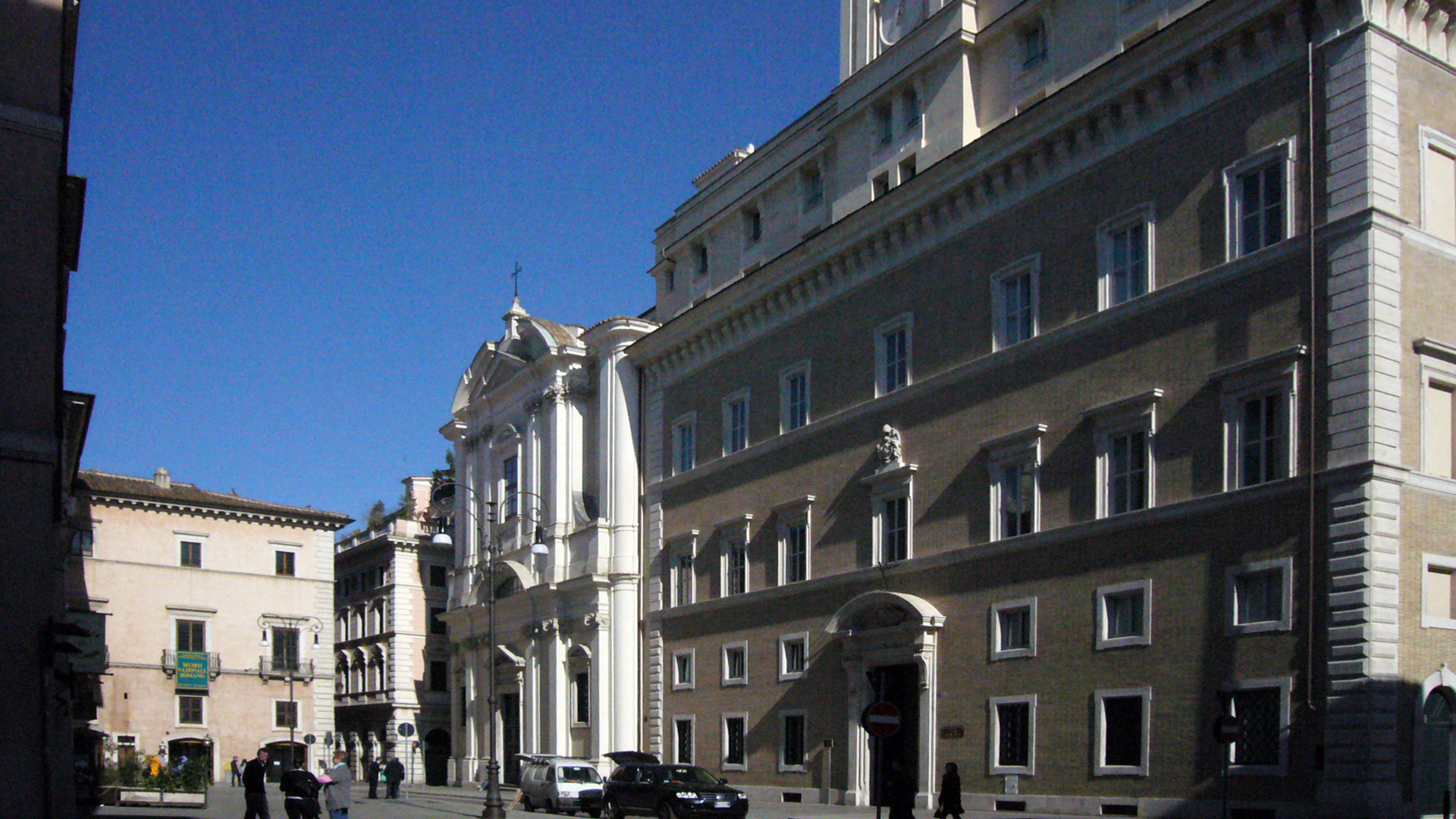
Palazzo dell’Apollinare, Hauptgebäude und Sitz der Päpstlichen Universität Santa Croce

## Organisation und Lehre
Die  Universität Santa Croce umfasst vier Fakultäten:
- Theologie
- Kirchenrecht
- Philosophie
- Institutionelle Soziale Kommunikation

Der Theologischen Fakultät ist das Institut für Religionswissenschaft, das Istituto Superiore di Scienze Religiose all’Apollinare, angeschlossen, das hauptsächlich Laien als Religionslehrer ausbildet. In seiner Lehrmethode („complex learning“) kombiniert das Institut die traditionelle Anwesenheitspflicht mit dem Fernstudium. Seit 2012 bietet es als Studiengang die Spezialisierung Religion und Gesellschaft an. Ab dem Studienjahr 2015/16 wird die neue Spezialisierung Christlicher Humanismus und wirtschaftliche Entwicklung angeboten.
Mit der Universität verbunden ist ferner das am 9. Januar 2001 errichtete Historische Institut San Josemaría Escrivá, das die historische, aber auch die theologische und kanonistische Forschung über den hl. Josefmaria und seine Botschaft fördert.

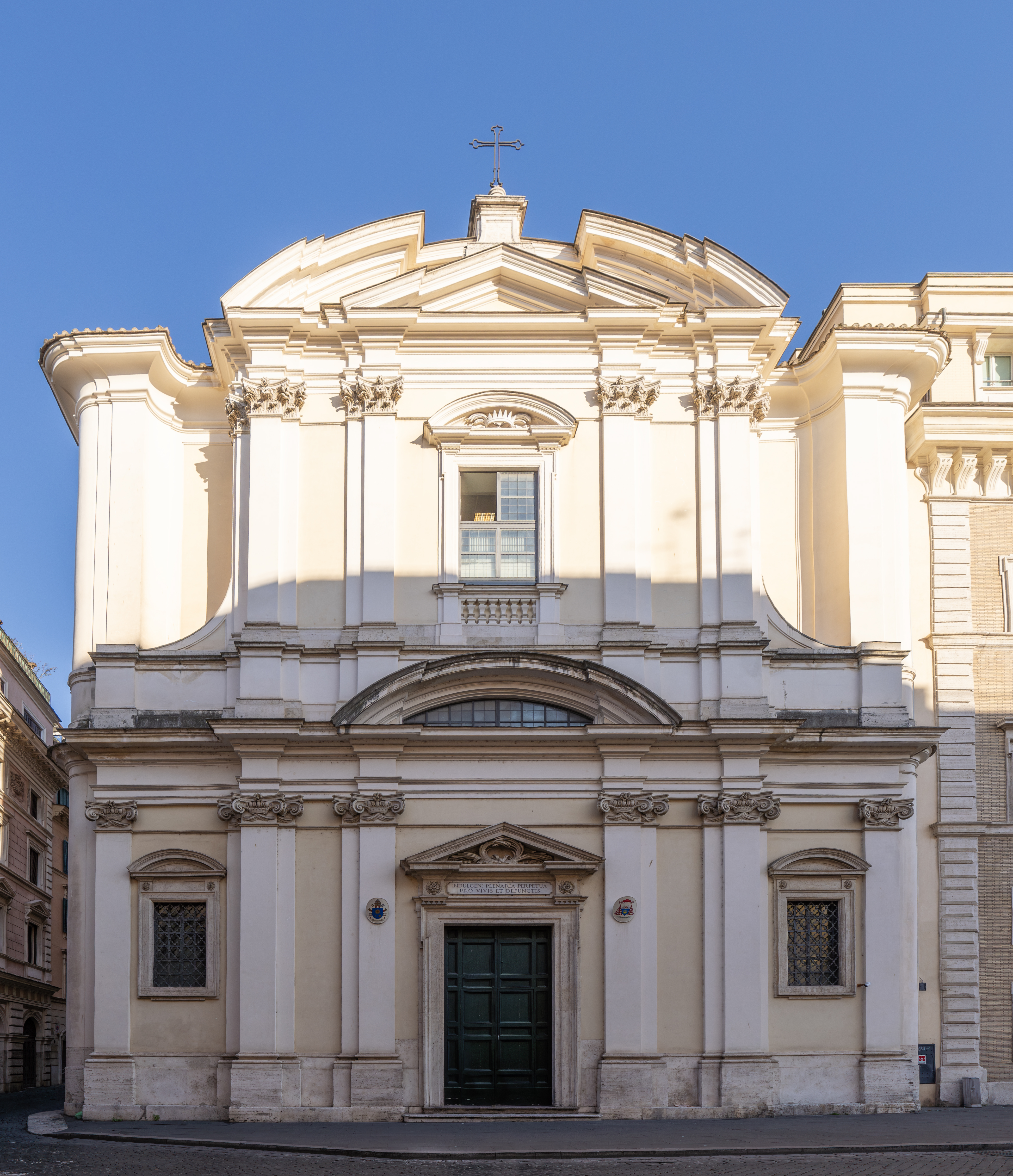
Fassade der Universitätskirche Sant’Apollinare (errichtet 1742–1748 nach Entwurf von Ferdinando Fuga)

An der Theologischen Fakultät wurde 2009 das Liturgische Institut gegründet, dessen Lehrangebot für den Lizentiats- und Promotionsstudiengang angelegt ist. Im Fachbereich Kirchengeschichte bietet die Theologische Fakultät zwei einjährige Spezialisierungsprogramme Vom Mittelmeer nach Europa: Das Christentum in Antike und Mittelalter und Jenseits von Europa: Das Christentum in der modernen und zeitgenössischen Welt an. Sie entsprechen dem Lizentiats-Lehrangebot in der Spezialisierung Kirchengeschichte.
An der Theologischen Fakultät gibt es außerdem die Abteilungen Dogmatische Theologie, Moraltheologie, Spirituelle Theologie und Heilige Schrift.
Die Fakultät für Institutionelle Soziale Kommunikation wurde 1996 errichtet. Über ihren akademischen Lehrplan hinaus organisiert die Kommunikationsfakultät Tagungen und Fortbildungsseminare für Journalisten und Mitarbeiter kirchlicher Pressestellen. Das berufliche Fortbildungsprogramm berücksichtigt auch Konfliktsituationen und deren Behandlung durch kirchliche Entscheidungsträger im Kontakt mit den Medien.
Seit 2006 umfasst das Lehrangebot der Kommunikationsfakultät das Fach Kunst und Glaubenskommunikation, die Theologische Fakultät bietet zudem Christliche Kunstgeschichte und Liturgische Kunst. Ihre Geschichte von der Antike bis zur Gegenwart an. An deutschen Universitäten zählen diese Fächer nicht zum pflichtmäßigen Lehrprogramm des Theologiestudiums, obwohl das Zweite Vatikanische Konzil die Einbeziehung der christlichen Kunstgeschichte gewollt hat. Die Päpstliche Universität Santa Croce bezieht die Geschichte und Grundlagen der christlichen Kunst in ihr theologisches Lehrprogramm ein.
Überdies zeigt der deutsche Kunsthistoriker Ralf van Bühren die Relevanz der Kunstgeschichte für den Kulturjournalismus, für die Öffentlichkeitsarbeit (Public Relations, PR) und Medienpräsenz der Kirche sowie für die journalistische Kommunikation über den Glauben. Seine englischsprachigen Vorlesungen (Christian Art and Architecture in Rome. From Antiquity to the Present) sind offen für Studenten internationaler Universitäten.
Durchschnittlich sind pro Jahr etwa 1.400 Studenten an der Universität eingeschrieben, die derzeit aus 81 Ländern kommen (Stand 2017). Amtierender Rektor ist seit 2024 der Kirchenrechtler Fernando Puig. Seine Vorgänger waren der Kirchenrechtler Luis Navarro (2016–2024) und der Philosoph Luis Romera (2008–2016), Professor für Religionsphilosophie und Metaphysik.

## Forschung und Publikationen
Die Universität Santa Croce unterhält folgende Forschungszentren:
- Markets, Culture and Ethics (MCE)[19]
- Family and Media (Centro studi sul rapporto tra Famiglia e Media)[20]
- Centro di Documentazione interdisciplinare di Scienza e Fede (DISF)[21]

Die an der Päpstlichen Universität Santa Croce veröffentlichten wissenschaftlichen Zeitschriften sind:
- Church, Communication and Culture[22] (open access): Fakultät für Kommunikation
- Ius Ecclesiae:[23] Fakultät für Kirchenrecht
- Annales Theologici:[24] Theologische Fakultät
- Acta Philosophica:[25] Philosophische Fakultät

Der Verlag Edizioni Università della Santa Croce publiziert u. a. die Studien, Handbücher, Tagungsakten und Dissertationen aus den Fachbereichen der vier Fakultäten und des Instituts für Religionswissenschaft.

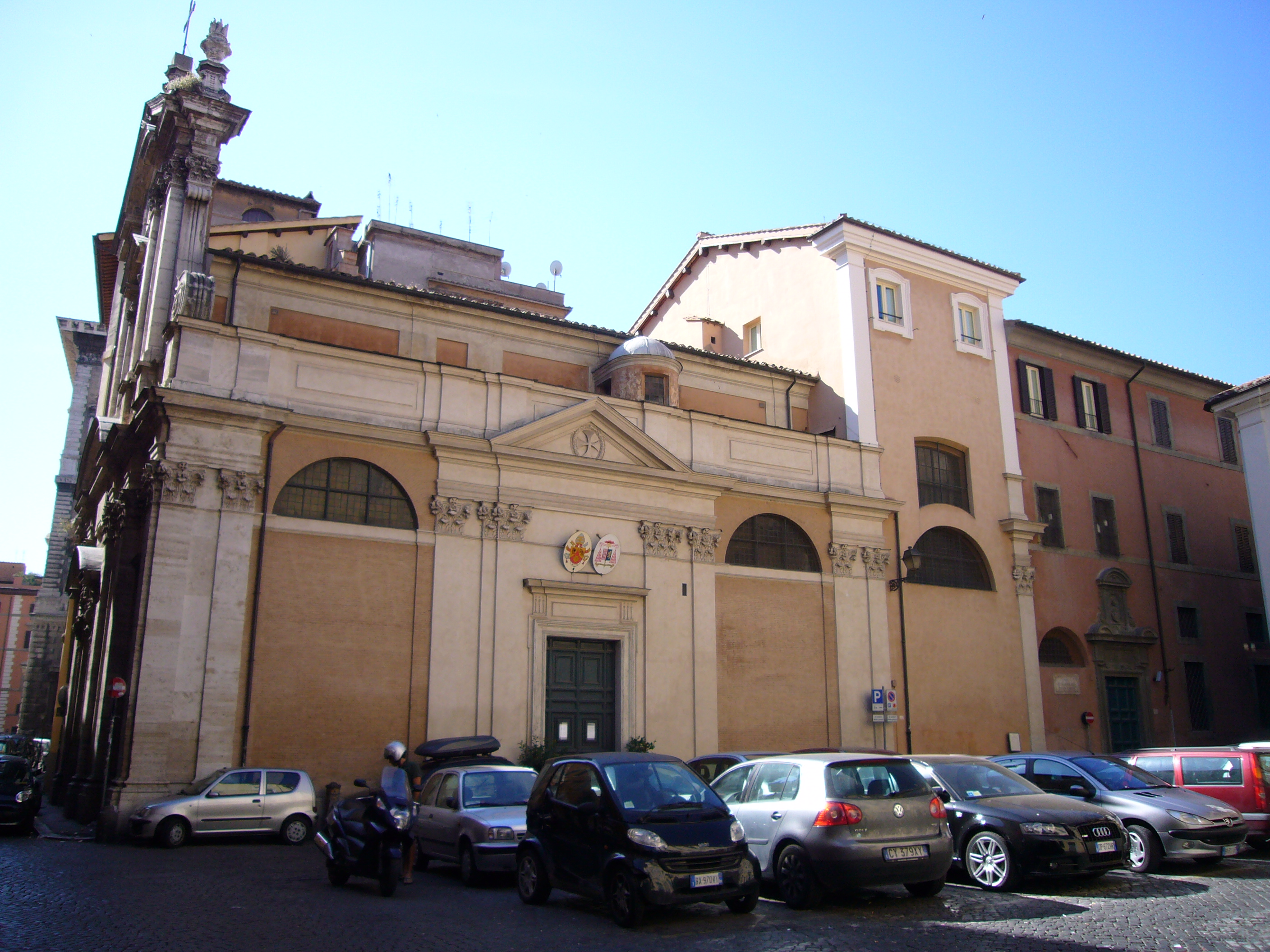
Kirche San Girolamo della Carità (1654–1660), Eingang an der Piazza di Santa Caterina della Rota. Rechts die rückseitigen Gebäude der Universitätsbibliothek von Santa Croce

## Universitätsbibliothek
Die 1984 gegründete Universitätsbibliothek steht im VII. römischen Rione Regola unmittelbar neben der Kirche San Girolamo della Carità (1654–1660 erbaut), südlich der Piazza Farnese. Die Bibliothek verfügt über einen Bestand von zirka 200.000 Medien.
Der Haupteingang zum Gebäudekomplex ist Via dei Farnesi, 83. Die Bibliothek ist auch externen Studenten und Forschern zugänglich. Im Juli und August ist sie als eine der wenigen Bibliotheken Roms geöffnet.
Der Gebäudekomplex umfasst die historischen Räume, in denen der heilige Philipp Neri von 1551 bis 1574 wirkte und dort seine Oratoriumstreffen hielt, an denen Cesare Baronio, Francesco Maria Tarugi, Ottavio Paravicini und Antonio Gallonio teilnahmen.

## Persönlichkeiten
- Bischof Juan Ignacio Arrieta Ochoa de Chinchetru (* 1951), Priester des Opus Dei, Sekretär des Päpstlichen Rates für die Interpretation von Gesetzestexten (ehemaliger Dekan),
- Prälat Christoph Bockamp (* 1954), Regionalvikar des Opus Dei für Deutschland (Doktorat)
- Ralf van Bühren (* 1962), Professor für Kunstgeschichte und Architekturgeschichte
- Ignacio Carrasco de Paula (* 1937), Priester des Opus Dei, Bioethiker, Rektor der PUSC (1984–1994), Präsident der Päpstlichen Akademie für das Leben
- Marco Antonio Cortez Lara (* 1957), Bischof von Tacna y Moquegua, Peru (Laureat)
- Bischof Javier Echevarría (1932–2016), Prälat des Opus Dei (Großkanzler)
- Erzbischof Georg Gänswein (* 1956), Privatsekretär des emeritierten Papstes Benedikt XVI. (Gastprofessur)
- José Francisco González González (* 1966), Erzbischof von Tuxtla Gutiérrez, Mexiko (Laureat)
- Johannes Grohe (* 1954), Priester des Opus Dei, Professor für Mittelalterliche Kirchengeschichte und Konziliengeschichte
- Bischof Grzegorz Kaszak (* 1964), ehemaliger Sekretär des Päpstlichen Rates für die Familie und Bischof von Sosnowitz (Doktorat)
- George Jacob Koovakad, (* 1973), Kurienkardinal, Präfekt des Dikasteriums für den Interreligiösen Dialog (Lizentiat und Doktorat)
- Wiesław Lechowicz (* 1962), Militärbischof der Polnischen Streitkräfte (Doktorat)
- Fernando José Monteiro Guimarães C.Ss.R. (* 1946), Bischof von Garanhuns, Brasilien (Lizentiat)
- Stefan Mückl (* 1970), Priester des Opus Dei, Professor für Kirchenrecht, Vizedekan der Fakultät
- Joaquín Navarro-Valls (1936–2017), Mitglied des Opus Dei, ehemaliger Pressesprecher und Mediendirektor des Heiligen Stuhls (Gastprofessur)
- Joseph Pandarasseril (* 1961), Weihbischof in der Erzeparchie Kottayam, Indien (Lizentiat)
- Helmuth Pree (* 1950), Professor des Kanonischen Rechtes an der Ludwig-Maximilians-Universität München (Gastprofessur)
- Martin Rhonheimer (* 1950), Priester des Opus Dei, Professor für Ethik und Politische Philosophie
- Luis Romera Oñate (* 1962), Rektor der Universität von 2008 bis 2016
- Camillo Kardinal Ruini (* 1931), Generalvikar emeritus für die Diözese Rom (Ehrendoktorat)
- Oscar Domingo Sarlinga (* 1963), Bischof von Zárate-Campana, Argentinien (Doktorat)
- Bischof Antoni Stankiewicz (1935–2021), Dekan des Gerichtes der Römischen Rota (2004–2012) (Professur)
- Rolf Thomas (1934–2016), Priester und Seelsorger des Opus Dei, (Professur)
- Rainer Maria Kardinal Woelki (* 1956), Erzbischof von Köln (Doktorat)
- Alexis Touably Youlo (* 1959), Bischof von Agboville, Elfenbeinküste (Lizentiat)